# 강민수 (축구 선수)
강민수(姜敏壽, 1986년 2월 14일~)는 대한민국의 전직 축구 선수로 현역 시절 수비수로 활약했다.

## 구단 경력
2004년 전남 드래곤즈에 입단하며 K-리그에 데뷔했으나, 그 해 단 한 차례의 리그 경기에도 뛰지 못했다. 하지만 2005년부터 전남 드래곤즈에 새로 부임한 허정무 감독에게 팀의 주전으로 중용받으며 경기 출전횟수를 늘리기 시작하였고, 2007년 FA컵 우승에 공헌하였다. 2008년 정인환과의 맞트레이드로 전북 현대 모터스로 이적하였고, 2009년 제주 유나이티드로 옮겼다.
2009년 12월, 수원 삼성 블루윙즈로 트레이드 되어, 2010 시즌에 20경기를 뛰었고, 1득점을 하였다. 시즌 종료 후인 2011년 1월 10일에 오범석과 트레이드되어 울산 현대로 이적하였다. 울산 현대로 이적한 후, 주전으로 뛰면서 2011 K리그 준우승, 2011 러시앤캐시컵 우승, AFC 챔피언스리그 우승, 2013년 K리그 클래식 준우승에 공헌하였다.
2014 시즌 중 팀 동료 한상운과 함께 상무에 입대하였고, 2015 시즌에는 상주를 K리그 챌린지 우승으로 이끈데 이어 K리그 챌린지 베스트 11 수비수 부문에 선정되었다.
그 후, 2016년 2월 18일에 전역하여 울산에 복귀하였고, 2017 시즌에는 리차드와 함께 울산의 수비를 책임을 지고, FA컵 우승을 이끌어냈다.
2019 시즌 후 울산과 계약 기간이 만료된 강민수는 2020 시즌을 앞두고 부산 아이파크로 이적했다.
2021 시즌 중 K리그1의 인천 유나이티드로 이적하였다.
2023 시즌을 앞두고 자신의 프로 데뷔팀인 전남으로 이적하였다.

## 국가대표 경력
2007년 6월 2일 네덜란드와의 친선경기에서 데뷔하였고, 2007년 AFC 아시안컵, 2008년 베이징 올림픽, 2010년 FIFA 월드컵에 참가하였다. 그는 2007 아시안컵때 일본과의 3-4위 결정전에서 경고 누적으로 퇴장당했으나 승부차기에서 주장 이운재의 활약으로 승리하면서 한 시름 덜었다. 2010년 FIFA 월드컵 2차 명단에 포함되지 않았지만 주전 수비수 곽태휘의 부상으로 대체 선수로 합류했다.

## 플레이 성향
공중볼과 대인 방어에 강점이 있는 중앙 수비수이다.

## 개인사
강민수는 2016 시즌을 앞두고, 등번호 75번을 선택하여 화제를 모았는데 그 이유는 아들의 생일이 7월 5일인 것을 착안하여 75번을 달았다고 한다.

## 수상

### 개인
- 2007년 윈저어워즈 홍명보중앙수비수상 수상
- 2015년 K리그 챌린지 베스트 11 수비수 부문 수상

### 구단

#### 전남 드래곤즈
- FA컵 우승 2회 (2006년, 2007년)

#### 수원 삼성 블루윙즈
- FA컵 우승 1회 (2010년)

#### 울산 현대 축구단
- K리그 클래식 준우승 2회 (2011년, 2013년)
- 2011 러시앤캐시컵 우승 1회 (2011년)
- AFC 챔피언스리그 우승 1회 (2012년)
- FA컵 우승 1회 (2017년)

#### 상주 상무
- K리그 챌린지 우승 1회 (2015년)

### 국가대표팀
- 2007년 AFC 아시안컵 3위